# Omega Technologies
Omega Technologies is een Amerikaans bedrijf dat in 2004 als contractor is ingehuurd door het Pentagon om de Electronic Transmission Service te verzorgen.
Deze dienstverlening beoogt aan alle US militairen het uitbrengen van hun stem in de verkiezingen per fax of e-mail mogelijk te maken. De geheimhouding van de stem is daarbij echter niet verzekerd en de militairen moeten daarom hun recht op geheimhouding laten varen.
Directeur van Omega is Patricia Williams die eerder $6.600.- aan de  Republikeinse verkiezingsfondsen bijdroeg en zitting heeft in de Business Advisory Council van dezelfde partij.